# Брянка
Брянка е град в Луганска област, Украйна. От 2014 г. е под контрола на самопровъзгласилата се Луганска народна република.

## География

### Природа
Разположен е в югоизточната част на Донецкия край, на 58 km от Луганск. Градът заема площ от 63,540 km2 или 2,3% от територията на Луганска област. Дължината му, по посока изток-запад, е 9,7 km, а широчината, по посока север-юг е 6 km. Релефът е хълмист.

### Население
Населението му е 48 509 жители (2015 г.).

## Икономика
Основният отрасъл, който се развива, е добивът на каменни въглища.

### Транспорт
Около града се намира магистралата Луганск–Северодонецк. Брянка се обслужва от железопътна гара Авдаково.

## Личности
- Генадий Цацорин – руски военен, подполковник, Герой на Руската федерация
- Борис Чирков – съветски актьор